# Joseph Bowman
Joseph Bowman (né vers 1752 – décédé le 14 août 1779) était un officier de la milice de Virginie au cours de la révolution américaine. Il a été second commandant au cours de la campagne célèbre de George Rogers Clark pour capturer le pays des Illinois, dans laquelle Clark et ses hommes ont saisi les villes sous contrôle britannique de Kaskaskia, Vincennes et d'autres. Bowman a été blessé dans une explosion de poudre accidentellement après la campagne et décédé des suites de ses blessures. Il a été le seul officier tué lors de la Campagne de l'Illinois Bowman gardé un journal quotidien durant le trek de Kaskaskia à Vincennes, qui est l'un des meilleurs comptes principales de l'événement.

## Campagne de l'Illinois
Joseph Bowman servit comme capitaine pendant la Campagne de l'Illinois et assista à la prise du Fort Gage à Kaskaskia le 4 juillet 1778. Il a ensuite dirigé une force combinée de Yankees et de Canadiens pour capturer Prairie du Rocher, Fort de Chartres et Cahokia, où il resta pendant un moment en tant que commandant.
Lorsque le Fort Vincennes le capitaine Leonard Helm furent capturés par le lieutenant-gouverneur britannique Henry Hamilton à la fin de 1778, le capitaine Bowman traversa 180 miles avec le colonel Clark en février 1779 pour assiéger les forces britanniques à Vincennes. Il a également participé aux négociations pour leur extradition. Le drapeau américain a été soulevé dans le fort renommé Patrick Henry le 24 février 1779.  Dans la célébration, par la suite, un canon de six livres a été tiré le 25 février. Certaines cartouches du canon ont mis le feu, blessant le capitaine Bowman, le capitaine Worthington, quatre soldats et un soldat britannique.